# Hermann Grauerholz
Hermann Grauerholz (* 9. März 1897 in Schiffdorf; † 4. Februar 1991 in Bremerhaven) war ein deutscher Musikpädagoge und Turner. Er gilt als Nestor der deutschen Tanzspielbewegung.
Er war ausgebildeter Turn- und Sportlehrer. Ab 1929 begann er lyrische, romantische und dramatische Tanzspiele zu entwerfen, die bei Turnfesten und anderen Veranstaltungen aufgeführt wurden. Den Nationalsozialismus begrüßte er: „Nationalsozialismus ist die Erfassung der Masse, damit ein Volk daraus werde“, schreibt Hermann Grauerholz im September 1933 vor und versteht den Bewegungschor als „festkulturelle Zusammenschaltung“, deren „Chortanzdisziplin“ zur „Hochachtung vor dem Gemeinschaftsorganismus und vor dem harmonischen Staat“ erziehe. Er schuf in der Zeit Stücke mit Titeln wie Gib uns Arbeit Vaterland! (1934), Ein Volk griff zum Spaten (1934) oder Bewegtes Volk (1935/36).
Grauerholz verfasste mehrere Sportbücher und ist Träger des Bundesverdienstkreuzes 1. Klasse.

## Werke
- Olympia. Festspiel und Bewegungsbuch, Heine, Wilhelmshaven 1935.
- Frauenwerk. Ein Bewegungs-Festspiel, Heine, Wilhelmshaven 1936.
- Tanzspiele (zusammen mit Gisela Steltz), Limpert, Frankfurt a. M. 1957.